# Векторная вакцина

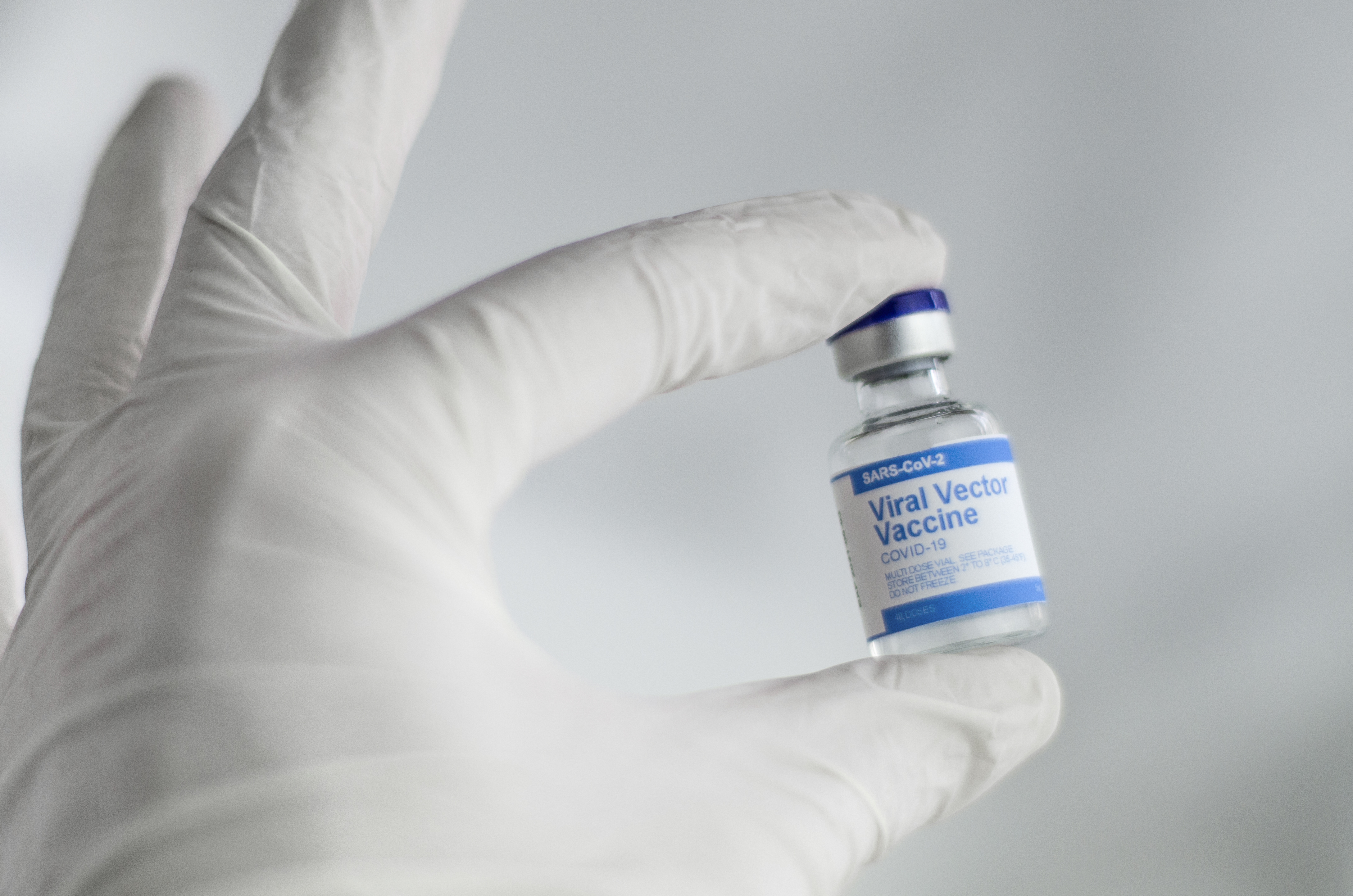
Флакон с вакциной против COVID-19

Векторная вакцина, или вакцина на основе вирусного вектора — вакцина, в которой используется вирусный вектор для доставки генетического материала, кодирующего требуемый антиген, в клетки-хозяева реципиента. По состоянию на апрель 2021 года существует шесть вакцин на основе вирусных векторов, разрешенных для применения на людях хотя бы в одной стране: четыре вакцины против COVID-19 и две вакцины против лихорадки Эбола.

## Технология
Векторные вакцины используют модифицированную версию одного вируса в качестве вектора для доставки в клетку нуклеиновой кислоты, кодирующей антиген другого вируса (или иного инфекционного агента). Вакцины с вирусным вектором не вызывают заражения ни вирусом, используемым в качестве вектора, ни источником антигена. Генетический материал, который доставляется таким образом в клетки, не интегрируется в геном человека.
Вакцины на основе вирусных векторов обеспечивают экспрессию антигена в клетках и вызывают сильный цитотоксический Т-клеточный ответ, в отличие от субъединичных вакцин, которые обеспечивают только гуморальный иммунитет. Большинство вирусных векторов неспособны к репликации, так как необходимые для репликации гены из них удаляются.

## Векторные вирусы

### Аденовирус
Преимуществом аденовирусных векторов является высокая эффективность трансдукции, экспрессия трансгена и широкий вирусный тропизм. К тому же, они могут инфицировать как делящиеся, так и неделящиеся клетки. Недостатком является то, что многие люди имеют ранее существовавший иммунитет к аденовирусам из-за предшествовавшего контакта с ними. Часто используется аденовирус человека серотипа 5, потому что его легко продуцировать в высоких титрах.
По состоянию на апрель 2021 года четыре аденовирусных векторных вакцины против COVID-19 были разрешены как минимум в одной стране:
- В вакцине Oxford-AstraZeneca используется модифицированный аденовирус шимпанзе ChAdOx1[3][4]
- Спутник V использует аденовирус человека серотипа 26 для первой инъекции и серотипа 5 для второй[5][6]
- В вакцине Janssen используется серотип 26[6][7][8]
- Вакцина Конвидеция использует серотип 5[9][10]

Забдено, первая доза вакцины Забдено/Мвабеа против вируса Эбола, получена из аденовируса человека серотипа 26, экспрессирующего гликопротеин варианта Майинга вируса Эбола. Обе дозы представляют собой нереплицирующиеся векторы и несут генетический код нескольких белков вируса Эбола.

### Другие

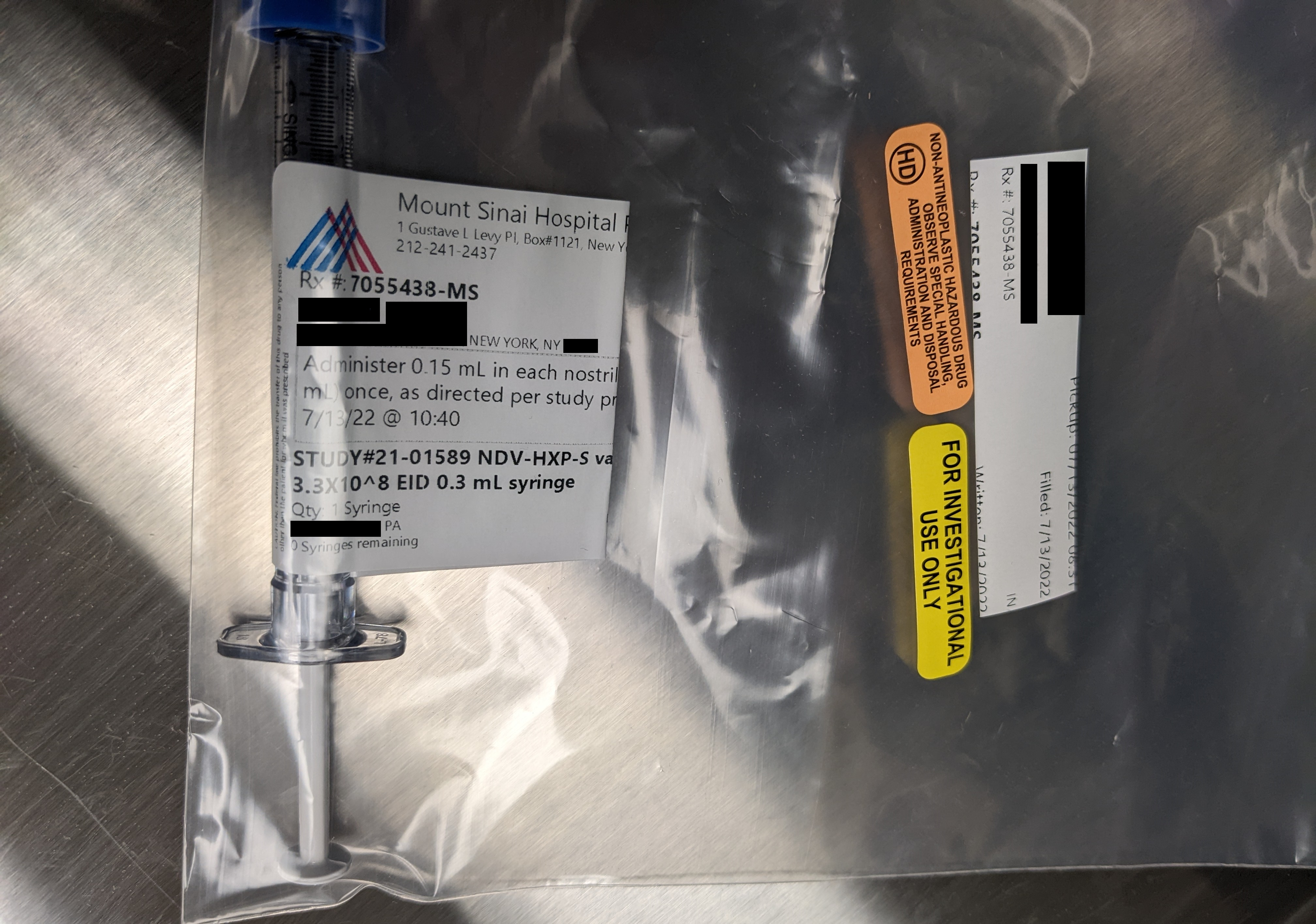
NDV-HXP-S, экспериментальная вакцина против SARS-CoV-2, введенная в виде назального спрея 13 июля 2022 г. NDV-HXP-S использует вирус болезни Ньюкасла (NDV), птичий авулавирус, в качестве вирусного вектора.

Вакцина rVSV-ZEBOV представляет собой вакцину против лихорадки Эбола. Это рекомбинантная, способная к репликации вакцина, состоящая из вируса везикулярного стоматита (VSV), подвергшегося генетической модификации с заменой гена оболочечного гликопротеина VSV на аналогичный из вируса Эбола штамма Kikwit 1995 Zaire.
Мвабеа, вторая доза вакцины Забдено/Мвабеа Эбола, представляет собой модифицированный вектор осповакцины Анкара, разновидности поксвируса. Обе дозы представляют собой нереплицирующиеся векторы и несут генетический код нескольких белков вируса Эбола.
В качестве потенциального средства доставки вакцинных антигенов исследовались также и другие вирусы, включая аденоассоциированный вирус, ретровирус (в том числе лентивирус), цитомегаловирус, вирус Сендай и авулавирус, а также вирус гриппа и вирус кори.

## История
Ещё до появления вакцин против вируса SARS-CoV-2, вызывающего COVID-19, проводились клинические испытания на людях векторных вакцин против нескольких инфекционных заболеваний, включая вирус Зика, вирусы гриппа, респираторно-синцитиальный вирус, ВИЧ и малярию.
Две вакцины против Эболы с использованием технологии вирусных векторов использовались во время вспышек лихорадки Эбола в Западной Африке (2013–2016 гг.) и в Демократической Республике Конго (2018–2020 гг.). Вакцина rVSV-ZEBOV была одобрена для медицинского применения в Европейском союзе в ноябре 2019 г. и в США в декабре 2019 г. Вакцина Забдено/Мвабеа была одобрена для медицинского применения в Европейском Союзе в июле 2020 года.